# Paul Hausser
Paul "Papa" Hausser (7. oktober 1880 – 21. december 1972) var en tysk officer, som opnåede rang af generalløjtnant i den tyske hær. Efter sin pensionering blev han "far" for Waffen-SS (deraf øgenavnet) og en af dens dygtigste ledere. Han kæmpede både på Øst- og Vestfronten under 2. Verdenskrig. Han blev alvorligt såret to gange. Første gang mistede han et øje. Efter krigen blev han medlem af HIAG, som forsøgte at rehabilitere Waffen-SS' rygte og juridiske status.

## Tidlige liv og karriere
Hausser blev født i Brandenburg an der Havel i en preussisk militær familie. Hans far Kurt Hausser var major i den kejserlige tyske hær. Paul gik ind i hæren i 1892 og til 1896 var han på kadetskole i Köslin. Fra 1896 gik han på kadetakademiet i Berlin-Lichterfelde, hvorfra han fik eksamen i 1899. Den 20. marts 1899 blev han udnævnt til løjtnant og tilknyttet 155. infanteriregiment, som var stationeret i Ostrowo i Posen. Den 1. oktober 1903 blev han adjudant for regimentets 2. bataljon og gjorde tjeneste i den stilling indtil 1. oktober 1908. Han blev bemærket for sine militære evner og kom på det preussiske militærakademi i Berlin fra oktober 1908 og indtil afganseksamen den 21. juli 1911. Fra 1912 også under 1. Verdenskrig beklædte han en række generalstabsposter og forblev ansat i den stærkt reducerede tyske efterkrigshær (Reichswehr), hvor han i 1927 blev udnævnt til oberst.

## 1930'erne
Han tog sin afsked fra Reichswehr den 31. januar 1932 med rang af generalløjtnant. Som pensionist sluttede han sig til den højreorienterede veteranorganisation Stahlhelm og blev leder af dens afdeling i Brandenburg-Berlin i 1933. Stahlhelm blev snart underordnet SA, og med SA's fald i sommeren 1934 kom Stahlhelm under SS. I november 1934 blev han overført til SS-Verfügungstruppe og tildelt SS-Führerschule Braunschweig. I 1935 blev han inspektør for SS-Junkerschule og blev forfremmet til Brigadeführer i 1936.

## 2. verdenskrig
Hausser gjorde tjeneste under felttoget i Polen (1939) som observatør i den blandede hær/SS panserdivision Kempf. I oktober 1939 blev SS-VT etableret som en motoriseret infanteridivision med Hausser som chef. Han førte divisionen, der senere blev omdøbt til 2. SS Division Das Reich under slaget om Frankrig i 1940 og i de første faser af Operation Barbarossa. For sin indsats i Rusland blev Hausser tildelt Jernkorsets ridderkors i 1941 og egeløv i 1943. (Han fik senere også sværd for sin indsats i Normandiet). Han blev alvorligt såret i Rusland og mistede det ene øje. Efter at være blevet rask overtog han kommandoen af det nydannede SS-panserkorps (som senere blev omdøbt til II. SS-panserkorps i juni 1943), og i modstrid med en direkte ordre fra Hitler trak han sine tropper tilbage fra Kharkov for at undgå at blive omringet, for senere at generobre byen i marts 1943. Han var chef for SS-panzerdivisionerne 1., 2. og 3. under panserslaget ved Kursk. Efter slaget blev II. SS-Panzerkorps korps omdannet med SS-Panzerdivisionerne 8. og 10. og først sendt til Italien og derefter til Frankrig, hvor Hausser ledede korpset i den første fase af invasionen i Normandiet. Da Friedrich Dollmann, chefen for 7. Armé, blev dræbt, blev Hausser cfef. Han blev såret ved Falaise, men blev hos sine tropper, indtil han blev hårdt såret af et skud gennem kæben. Paul Hausser blev som en ud af fire forfremmet til SS-Oberstgruppenführer (der Allgemeine-SS) und Generaloberst der Waffen-SS i august 1944 og ledede Heeresgruppe G fra 28. januar til 3. april 1945. Ved krigens ophør var han tilknyttet Feldmarschall der Luftwaffe Albert Kesselrings stab. Ved Nürnberg-processen forsvarede han ihærdigt Waffen-SS og benægtede, at det havde været involveret i omfattende krigsforbrydelser. Medlemmer af Waffen-SS havde været "Soldaten wie andere auch" (1966). Det skulle vise sig at være en sandhed med endog meget alvorlige modifikationer. Ikke blot fordi Waffen-SS i udstrakt grad deltog i enhver form for krigsforbrydelse mellem 1. september 1939 og 8. maj 1945, men også fordi det viste sig, at den tyske hær havde taget mere end sktivt del i dem.
Paul Hausser blev interneret i Dachau i 1945, men blev ikke anklaget for krigsforbrydelser.

## Personlige liv
Hausser giftede sig den 9. november 1912 med Elisabeth Gérard (født 1891) og fik en datter (født 1913).

## Opsummering af militær karriere

### Datoer for rang
- Kadet: 1892
- Løjtnant: 20. marts 1899
- Premierløjtnant: 19. august 1909
- Kaptajn i.G.: 1. marts 1914 (Patent 1 October 1913)
- Major: 22. marts 1918
- Oberstløjtnant: 1. april 1923 (Patent 15 November 1922)
- Oberst: 1. november 1927 (RDA from 1 July 1927)
- Generalmajor: 1. februar 1931
- Generalløjtnant: 31. januar 1932
- SA-Standartenführer SAR: 1. marts 1934
- SS-Standartenführer: 15. november 1934 (RDA fra 1. november 1934)
- SS-Oberführer: 1. juli 1935
- SS-Brigadeführer: 22. maj 1936
- SS-Gruppenführer: 1. juni 1939
- SS-Generalleutnant der Waffen-SS: 19. november 1939
- SS-Obergruppenführer und General der Waffen-SS: 1. oktober 1941
- SS-Oberstgruppenführer und Generaloberst der Waffen-SS: 1. august 1944

### Udmærkelser
- Ehrenkreuz für Frontkämpfer (1934)
- Verwundetenabzeichen i sølv (1942)
- Jernkorset 2. klasse (1914) og 1. klasse (1914)
- Hohenzollernscher Hausorden
- Totenkopfring
- spænde til Jernkorset 2 kl. (1939) 1. kl. (1940)
- Goldenes Parteiabzeichen der NSDAP (1943)
- Jernkorsets Ridderkors (1941)
- Egeløv til jernkorsets ridderkors (1943)
- Sværd til jernkorsets ridderkors (1944)
- Medalje for lang og tro tjeneste i SS

## Forfatterskab
Hausser skrev flere bøger om Waffen-SS og tysk militær
- Waffen-SS im Einsatz, Plesse Verlag, Göttingen (1953)
- Soldaten wie andere auch, Munin Verlag, Osnabrück (1966)